# Soyuz TMA-13
La misión Soyuz TMA-13 fue la siguiente misión Soyuz a la Estación Espacial Internacional (EEI). La nave fue lanzada por una lanzadera espacial Soyuz FG en octubre de 2008 y aterrizó en abril de 2009.

## Tripulación

### Tripulantes que despegarán y aterrizarán de laEEIExpedición 18
- Yuri Lonchakov (3) Comandante -  Rusia
- Michael Fincke (2) Ingeniero de Vuelo -  Estados Unidos

### Despegarán
- Richard Garriott (1) Participante espacial[2] -  Estados Unidos

### Aterrizarán
- Nik Halik (1) Participante espacial[2] -  Australia

## Tripulación de reserva
- Gennady Padalka - Comandante -  Rusia
- Michael Barratt- Ingeniero de Vuelo -  Estados Unidos
- Nik Halik - Participante espacial[3] -  Australia